# Анналы Компостеллы
Анналы Компостеллы лат. Annales Compostellani — написанное на латинском языке историческое сочинение, получившее название по одной из сохранившихся рукописей. Описывает события от Октавиана Августа до 1248 г. Содержит сведения главным образом по истории Испании и Реконкисты.

## Издания
- Annales Compostellani // Espana sagrada, Tomo 23. Madrid. 1767.

## Переводы на русский язык
- Анналы Компостеллы в переводе И. Дьяконова на сайте Восточной литературы